# Rothehof (Burg)
Burg Rothehof ist eine abgegangene Niederungsburg in der Bauweise einer mittelalterlichen Turmhügelburg (Motte) im Wolfsburger Stadtwald nahe dem Wohnplatz Rothehof in Niedersachsen.
Die kleine Burganlage entstand um 1200 und wurde 1304 erstmals urkundlich erwähnt. Sie war ein befestigter Wohnsitz der Rothehofer Linie des Geschlechts deren von Bartensleben. 1983 ist sie zum archäologischen Bodendenkmal erklärt worden.

## Lage
Die Reste der früheren Turmhügelburg befinden sich an einem Ausläufer des Rothe-Berges und unweit des historischen Wohnplatzes Rothehof im Wolfsburger Stadtteil Rabenberg. Sie liegen unmittelbar am Bachlauf der Stemmelriede mitten im Wald. Eine naheliegende Straße ist wegen der mittelalterlichen Anlage als Burgwall benannt worden.

## Geschichte
1304 wird die Burganlage erstmals urkundlich erwähnt, als Kunigunde von Bartensleben Rothehof samt Zubehör erhält. Burg Rothehof war zu der Zeit der befestigte Wohnsitz eines Ritters und seiner Familie, die im 13. und 14. Jahrhundert aus dem Stand der Ministerialen in den niederen Adel aufstiegen. Die strategische Aufgabe der Burg dürfte Schutz und Kontrolle des nahen Handelsweges durch das Tal der Aller gewesen sein. 1362 werden die von Bartensleben als Besitzer des Rothen Hoffs erwähnt. Dabei handelte es sich wahrscheinlich um die Rothehofer Linie des weit verzweigten Geschlechts, deren Angehörige zu dieser Zeit auch schon auf der Wolfsburg saßen.

## Anlage

Eine Steintafel direkt an der Burgstelle gibt eine Vorstellung von ihrem möglichen früheren Aussehen

Lageskizze Burg Rothehof

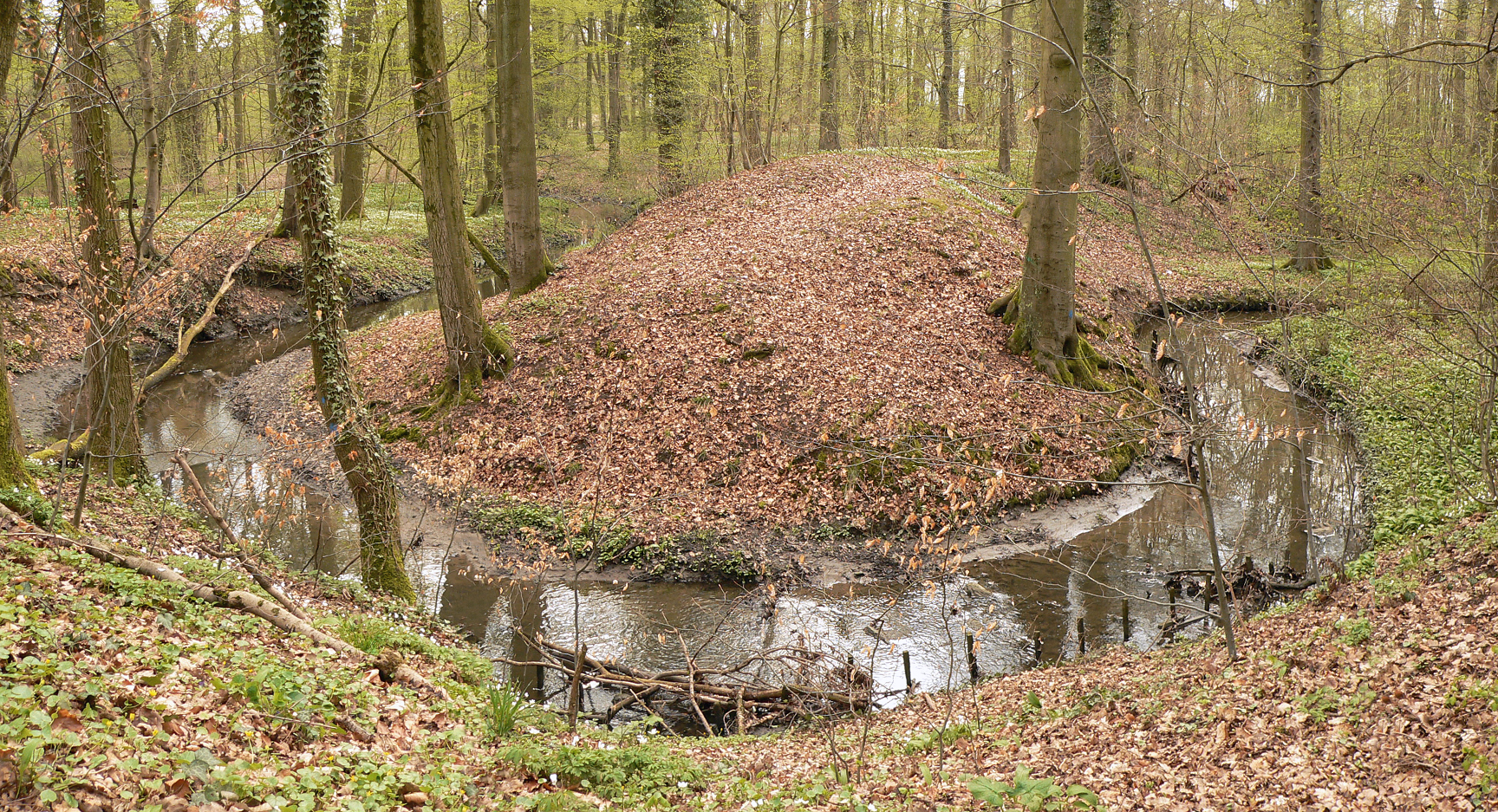
Bachschleife der Stemmelriede und Wallstück der Burg

Heute ist die frühere Turmhügelburg, auch als Motte bezeichnet, noch gut erkennbar durch den etwa 3 m hohen Burghügel. Er hat die Ausmaße von etwa 12 m × 15 m. Auf der Kuppe ist eine 5 m × 5 m große Vertiefung vorhanden, die den Eindruck eines früheren Kellers macht. An den Rändern der Vertiefung sind noch Mauerfundamente vorhanden, auf denen ein hölzerner oder steinerner Wohnturm stand. Ein Wall umgab die Anlage, auf dessen Krone sicherlich Palisaden standen. Eine Burgseite ist durch den Bach Stemmelriede geschützt. 
Laut mittelalterlichen Scherbenfunden datiert die Burg auf den Beginn des 13. Jahrhunderts und ist damit rund 100 Jahre älter als die um 1300 entstandene, rund 3 km entfernte Wolfsburg. Da die Scherbenfunde im 15. Jahrhundert abbrechen, fiel die Anlage wüst und wurde von seinen Bewohnern zugunsten der Wolfsburg und der Burg Neuhaus verlassen.

## Archäologie
1938 entdeckte ein heimatkundlich interessierter Gymnasiallehrer aus der Stadt des KdF-Wagens, wie Wolfsburg zu dieser Zeit hieß, die alte Wallanlage im Wald. Die von ihm unterrichtete Stadtverwaltung befürwortete eine Ausgrabung, da wegen der Stadtgründung eine Zerstörung der Burgreste befürchtet wurde. Die für September 1939 vorgesehene archäologische Untersuchung durch das Hannoversche Landesmuseum wurde wegen Ausbruchs des Zweiten Weltkriegs am 1. September 1939 nicht durchgeführt.
1983 erfolgte eine Besichtigung der Anlage durch das frühere Institut für Denkmalpflege in Hannover im Rahmen der archäologischen Landesaufnahme. Sie wurde als hervorragend erhalten beschrieben und hat seither den Status eines archäologischen Bodendenkmals inne. Der Wolfsburger Verein für Heimatpflege stellte zur Erinnerung an die Burgstelle eine Steintafel auf.